# Aermacchi Baja-serie
De Aermacchi Harley-Davidson Baja-serie  is een kleine serie lichte terreinmotoren die door Aermacchi werd geproduceerd. 

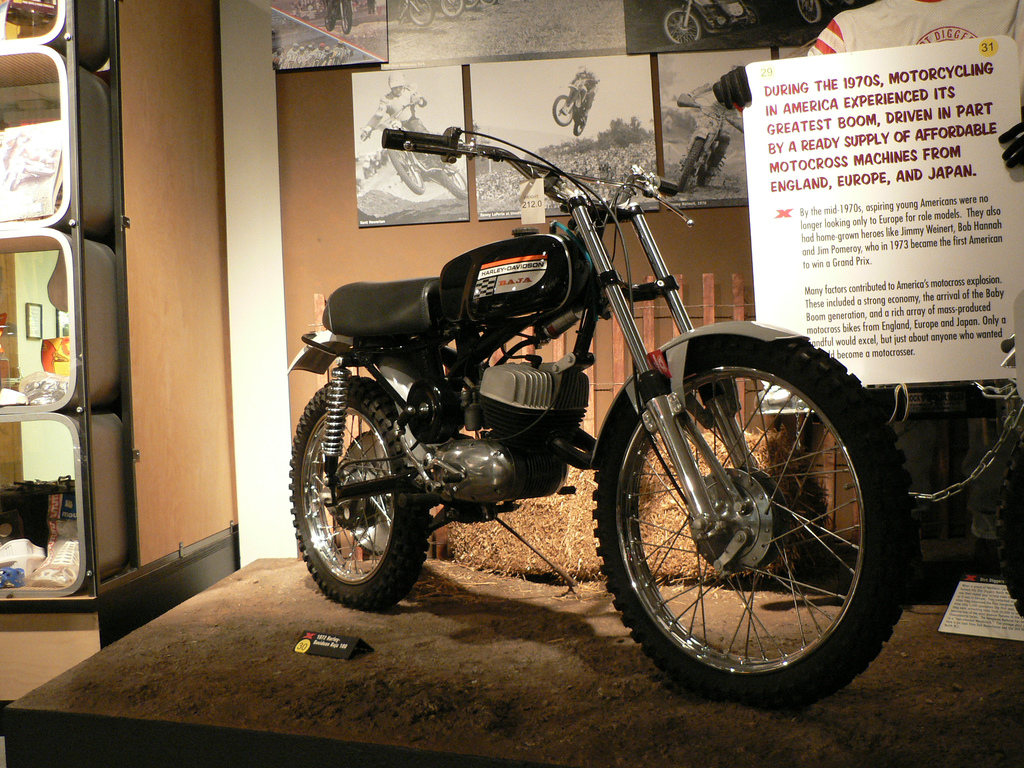
Baja MSR 100 uit 1972, toen de naam "Aermacchi" van de tank verdween

In 1960 kocht Harley-Davidson 50% van de aandelen van de Aermacchi motorfietsentak. Vanaf dat moment kregen de motorfietsen een ander logo op de tank: "Aermacchi Harley-Davidson". In het algemeen werden de modellen voor de Amerikaanse markt niet veel aangepast, hoewel hogere sturen daar meer in zwang waren. Voor de terreinmotoren lag dat anders. In de Verenigde Staten was vraag naar dirttrackmotoren, die in Europa niet afgezet konden worden. Ook scramblers, licht aangepaste motorfietsen voor het terrein, waren populair, niet alleen voor vrijetijdsbesteding, maar ook voor gebruik op de uitgestrekte ranches.

## Aermacchi Harley-Davidson Baja SR 100 en MSR 100
In 1969 verschenen twee modellen met de naam "Baja", naar de bekende Baja 1000 en Baja 500 woestijnraces. Ze hadden allebei dezelfde 100 cc tweetaktmotor, maar de SR 100 was een gebruiksmotorfiets, een allroad met een uitgebreide elektrische installatie en verlichting, terwijl de MSR 100 een crossmotor was, zonder verlichting. Beide modellen bleven tot 1974 in productie, maar omdat Harley-Davidson Aermacchi in 1972 helemaal overnam stond toen nog alleen die merknaam op de tank.
De Baja SR en Baja MSR 100 waren voor Aermacchi-begrippen goed verkopende motorfietsen. Vooral de MSR, waarvan bijna 3.500 exemplaren verkocht werden.
Het officiële fabrieksteam van Harley-Davidson was erg succesvol in de Baja 1000 van 1971. 8 Baja 100's eindigden bij de eerste 10 en ook de winnaar had een Baja 100.

#### Overzicht
| Aermacchi Harley-Davidson | Baja SR 100                       | Baja MSR 100                      |
| ------------------------- | --------------------------------- | --------------------------------- |
| Periode                   | 1969-1974                         | 1969-1974                         |
| Categorie                 | allroad                           | crossmotor                        |
| Motortype                 | tweetakt                          | tweetakt                          |
| Bouwwijze                 | luchtgekoelde staande eencilinder | luchtgekoelde staande eencilinder |
| boring                    | 50 mm                             | 50 mm                             |
| slag                      | 50 mm                             | 50 mm                             |
| Cilinderinhoud            | 98,2 cc                           | 98,2 cc                           |
| Carburateur               | Dell'Orto MB 24 A                 | Dell'Orto MB 24 A                 |
| Smeersysteem              | mengsmering                       | mengsmering                       |
| Compressieverhouding      | 9,5:1                             | 9,5:1                             |
| Max. Vermogen             | 9,4 kW/12,6 pk bij 8.000 tpm      | 9,4 kW/12,6 pk bij 8.000 tpm      |
| Topsnelheid               | onbekend                          | onbekend                          |
| Primaire aandrijving      | tandwielen                        | tandwielen                        |
| koppeling                 | meervoudige natte platenkoppeling | meervoudige natte platenkoppeling |
| versnellingen             | 5                                 | 5                                 |
| Secundaire aandrijving    | ketting                           | ketting                           |
| Rijwielgedeelte           | ruggengraatframe                  | ruggengraatframe                  |
| Voorvork                  | telescoopvork                     | telescoopvork                     |
| Achtervork                | swingarm                          | swingarm                          |
| Remmen                    | trommelremmen                     | trommelremmen                     |
| Tankinhoud                | 9,5 liter                         | 9,5 liter                         |
| Droog gewicht             | 84 kg                             | 84 kg                             |